# Die kleine Händel (Schiff, 1960)
Die kleine Händel ist der Name eines deutschen Fahrgastschiffs.

## Geschichte
Das Schiff wurde auf der Schiffswerft Schmidt in Oberkassel gebaut und war zunächst viele Jahre lang als Stadt Trier auf der Mosel im Einsatz. Registriert war das Schiff damals in Bernkastel-Kues. 2012 wurde es auf der Schiffswerft Georg Placke in Aken an der Elbe umgebaut und erhielt unter anderem ein offenes Sonnendeck.
Ab 2013 fuhr das Schiff unter dem Namen Captain Fu für die Weißenfelser Personenschifffahrt. Seinen Heimathafen unter dem Namen Captain Fu hatte es zuletzt in Merseburg. 2016 drangen Einbrecher in das Schiff ein und zerstörten Teile der Innenausstattung. Unter anderem verschütteten sie Brandbeschleuniger. Eine Zeugin verhinderte Schlimmeres.
Die Halle-Saale-Schifffahrt Rüdiger Ruwolt e.K. aus Halle (Saale) plante Anfang/Mitte 2020 den Einsatz des Schiffes unter dem Namen Händel III beispielsweise zwischen Merseburg und der Rabeninsel. Im Mai 2020 teilte Rüdiger Ruwolt mit, dass dieser Plan verworfen wurde. Die Halle-Saale-Schifffahrt holte das Schiff erst im Juni 2021 nach Halle, ließ es am halleschen Riveufer liegend reparieren sowie umlackieren und benannte es in Die kleine Händel um. In Halle war eine Weiternutzung als Veranstaltungs- und Ausflugsschiff geplant. Das Schiff liegt im Herbst 2024 nach wie vor am Riveufer in unmittelbarer Nähe zur Giebichensteinbrücke. Über die Nutzung ist nichts bekannt, der Eigner bietet seit der Übernahme keine Fahrten mit dem Schiff an.